# Andrej Gluchov
Andrej Vasiljevitj Gluchov (ryska: Андрей Валерьевич Глухов), född den 1 juni 1972 i Tasjkent i Uzbekiska SSR, är en rysk före detta roddare.
Han tog OS-brons i åtta med styrman i samband med de olympiska roddtävlingarna 1996 i Atlanta.